# Bauer Bodoni

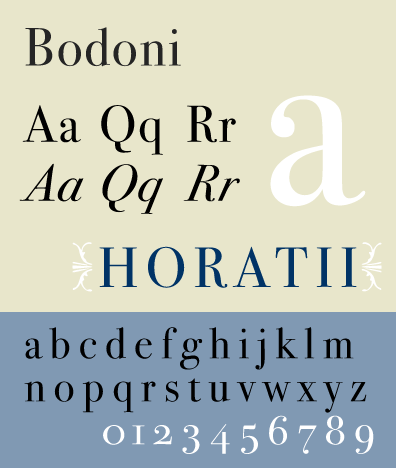
Exemplo da Bauer Bodoni

Bauer Bodoni é uma família tipográfica ou fonte. A Bauer Bodoni é uma versão da tipografia Bodoni, criada por Giambattista Bodoni, considerado um dos maiores tipógrafo do século XVIII.
Essa versão da Bodoni foi criada em 1926 pelo tipógrafo Heinrich Jost (1889–1949), para a Bauer. Jost foi o diretor artístico da fundidora de tipos Bauer de 1822 até 1948.

## Uso
Diagramar com essa fonte exige atenção ao desenho vertical das letras e o forte contraste entre as linhas grossas e finas que podem afetar a legibilidade da fonte. Portanto é aconselhável usar a fonte em um corpo maior com um espacejamento generoso.